# Inferno (1919)
Inferno ist ein 1919 entstandener österreichischer Stummfilm von Paul Czinner, einer seiner ersten Arbeiten.

## Handlung
Am Eingang zur Hölle: Dort wartet das ewige Grauen, das Inferno, auf die armen Seelen, die sich auf Erden etwas zuschulden haben kommen lassen. Tausende Hände Verdammter recken sich den Neuankömmlingen entgegen. Der Neuling heißt Ulrik und wird sofort vom Höllenfürstin ins Kreuzfeuer genommen, was er denn angestellt habe, dass sein Weg ihn hierhin führe. Ulrik erklärt, dass er einst auf Erden ein Schankwirt war. Eines Tages begegnete er der schönen Eva, einer vor Hunger ausgemergelten Frau, die am Rande einer Landstraße kraftlos in sich zusammengesunken war. Er nahm die junge Frau zu sich nach Haus und pflegte sie gesund. Wieder zu Kräften gekommen, wurden aus Eva und Ulrik ein Paar. Das Mädchen wurde die Seele seines Geschäfts, und obwohl sie ihn auch liebte, sei sie eines Tages einfach davongelaufen, erzählt Ulrik. Mit der Kneipe ging es nun ebenso bergab wie mit Ulrik selbst. Als er eines Tages Eva aus einer Kirche, ganz in weiß, herausschreiten sah, musste er feststellen, dass seine Herzallerliebste nicht nur einen Anderen gefunden, sondern selbigen auch noch geheiratet hatte. Daraufhin stürzte sich Ulrik in selbstmörderischer Absicht ins Wasser und ertrank. Satan interessiert diese Geschichte, und da sein Höllenschlund bereits überfüllt ist, nimmt er Ulriks Gestalt an und will auf Erden mal nachschauen, was es mit dieser perfiden Eva auf sich hat.
Diese hat in ihrem Ehemann, dem Astrologen Gerdner, ihr Glück gefunden. Sie haben ein gemeinsames Kind. Um Eva auf den Zahn zu fühlen, führt sich Satan bei der Familie als Dr. Natas – „Satan“ spiegelverkehrt – ein. Natürlich erkennt Eva sofort die Ähnlichkeit des ominösen Dr. Natas mit ihrem einstigen Retter Ulrik. Bald verfällt sie all den Versuchungen, die ihr Satan als Dr. Natas offenbart: Sie vergisst ihre Mutterliebe, die eheliche Treue und schließlich jedweden Stolz. Eva sinkt wieder in die Gosse herab, aus der sie Ulrik einst gerettet hatte, und wird zur amoralischen Hure bei Nacht, während sie tagsüber das Doppelleben einer sittsamen Ehefrau und Mutter weiterführt. Gatte Gerdner bemerkt die Veränderungen bei seiner Gattin, kann diese aber nicht so recht deuten und erstellt ihr daher heimlich ein Horoskop. Das Ergebnis erschreckt ihn sehr: Am kommenden 19. Mai, so sagen es die Sterne, solle sie durch seine Hand sterben. Um diesem Schicksal zu entrinnen, verlässt er am 18. Mai das Haus und nimmt für einen Ausflug den Zug. Am darauffolgenden Tag wartet er erneut auf den Zug, der ihn jetzt heimbringen will. Es ist noch nicht Mitternacht, da kehrt Gerdner in einer Kneipe ein und sieht seine Ehefrau in einer lustigen Runde beim Stelldichein. Eva lebt hier im Kellnerinkostüm ihr zweites Ich, ihr zügelloses Luderleben, aus. Voller Zorn stürzt sich Gerdner auf seine Gattin und meuchelt sie. Nun tut sich auch für Eva der Höllenschlund, das Inferno, auf.

## Produktionsnotizen
Inferno, auch versehen mit dem Zweit- bzw. Untertitel Das Spiel mit dem Teufel, ist ein typisches Produkt aus der Elendszeit gleich nach Ende des Ersten Weltkriegs. Der Film wurde in Deutschland im Dezember 1919 uraufgeführt. Die österreichische Erstaufführung fand am 6. Februar 1920 in Wien statt. Der Film hatte eine Länge von 1619 Metern, verteilt auf fünf Akte.
Die Filmbauten entwarf Julius von Borsody. Der Kameramann Adolf Schlasy firmierte sich zu dieser Zeit noch als Adolf Schlesinger.